# 卡蒙 (阿列日省)
卡蒙（法語：Camon，法語發音：[kamɔ̃]）是法国阿列日省的一个市镇，属于帕米耶区。

## 地理
卡蒙（43°1'18"N, 1°58'0"E）面积10.25 平方千米，位于法国奧克西塔尼大區阿列日省，该省份为法国西南部内陆省份，西部和北部与上加龙省接壤，东临奥德省，东南至东比利牛斯省接壤，南与安道尔和西班牙接壤。
与卡蒙接壤的市镇（或旧市镇、城区）包括：贝洛克、拉加尔德、蒙贝勒、圣康坦拉图尔、科比耶尔、埃尔斯河畔索纳克。

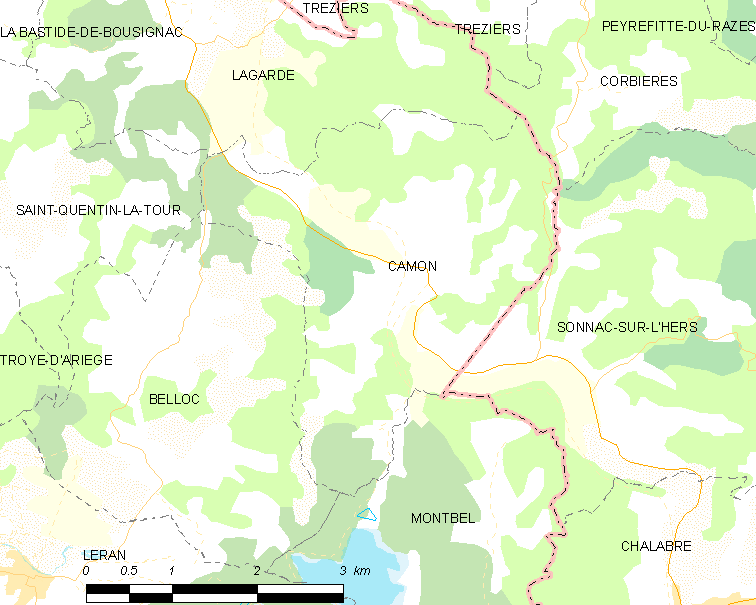
的OSM定位图

卡蒙的时区为UTC+01:00、UTC+02:00（夏令时）。

## 行政
卡蒙的邮政编码为09500，INSEE市镇编码为09074。

## 政治
卡蒙所属的省级选区为米尔普瓦县。

## 人口

1962-2008年间人口变化图示

卡蒙于2022年1月1日时的人口数量为152人。